# Mackenzie Astin
Mackenzie Alexander Astin (ur. 12 maja 1973 w Los Angeles) – amerykański aktor telewizyjny i filmowy.

## Życiorys
Urodził się w Los Angeles w stanie Kalifornia jako syn aktorskiej pary – Patty Duke i Johna Astina. Jego starszy brat Sean Astin (ur. 25 lutego 1971) został też aktorem. Uczęszczał do Emerson Middle School i University High School w rodzimym Los Angeles w Kalifornii. Wywodząc się z rodziny aktorskiej, poszedł tą samą drogą, co rodzice i brat.
Już jako dziewięciolatek zadebiutował w roli Tony’ego Belińskiego w dramacie telewizyjnym CBS Lois Gibbs and the Love Canal (1982) z Marshą Mason i Bobem Guntonem, lecz sławę przyniosła mu niebawem rola Andy’ego Moffetta Stickle’a w sitcomie NBC The Facts of Life (1985–88). Występował gościnnie w popularnych serialach telewizyjnych oraz w mniej wpływowych filmach fabularnych. 
W 1994 dostał główną rolę w filmie przygodowym Żelazna wola (Iron Will) u boku Kevina Spaceya, a dwa lata później obsadzono go w roli romantycznego Davida Shradera w filmie Sposób na bezsenność (1996). Wystąpił w jednych z głównych ról w filmach Lepiej niż w książce (1999) oraz Miłość i wojna (1996), a także obok brata w filmie The Final Season (2007).
11 kwietnia 2011 poślubił Jennifer Abbott Astin (z domu Bautz). 

## Filmografia

### Filmy
- 1994: Żelazna wola (Iron Will) jako Will Stoneman
- 1994: Wyatt Earp jako młody człowiek na łodzi
- 1996: Sposób na bezsenność (Dream for an Insomniac) jako David Shrader
- 1996: Czułe słówka: ciąg dalszy (The Evening Star) jako Teddy Horton
- 1996: Miłość i wojna (In Love and War) jako Henry Villard
- 1999: Lepiej niż w książce (Stranger than Fiction) jako Jarod Roth
- 2003: 2 dni (Two Days) jako Stephen Bell
- 2003: Uwierz w miłość (How to Deal) jako Lewis Gibson Warsher II

### Seriale TV
- 1992–93: Most Brookliński jako Charlie Gallagher
- 2001: Na starcie (First Years) jako Warren Harrison
- 2003: Bez śladu jako Charles Beckworth
- 2005: Zagubieni (Lost) jako Tom Brennan
- 2006: Dr House (House, M.D.) jako Alan
- 2009: Świry jako Jason Cunningham
- 2010: Obrońcy jako Paparazzo
- 2011: Chirurdzy jako Danny Wilson
- 2009: Główny podejrzany jako Malcolm Ward
- 2012: Agenci NCIS jako Michael Rose
- 2012: Zabójcze umysły jako Dylan Kohler
- 2012: 90210 jako lekarz
- 2013: Kości jako dr Ivan Jacobs
- 2014-17: Skandal jako Noah Baker
- 2015: Mad Men jako Cliff Baur
- 2015-16: Rosewood jako dr Max Cahn
- 2018: Homeland jako Bill Dunn
- 2018: Zaprzysiężeni jako Ryan Bennett
- 2019: Orville jako porucznik Orrin Channing

## Nagrody
| Rok  | Nagroda                                                                       | Kategoria                                                 | Film                                        | Rezultat |
| ---- | ----------------------------------------------------------------------------- | --------------------------------------------------------- | ------------------------------------------- | -------- |
| 1986 | Young Artist Award (Nagroda Młodych Artystów)                                 | Najlepszy młody aktor drugoplanowy w serialu telewizyjnym | The Facts of Life                           | Wygrana  |
| 2005 | CAMIE Awards (nagroda odebrana wraz z producentami i innymi członkami obsady) | Charakter i moralność w rozrywce                          | Obietnica miłości (Love's Enduring Promise) | Wygrana  |